# Renio
Il renio è l'elemento chimico di numero atomico 75 e il suo simbolo è Re.
È un metallo di transizione bianco-argenteo, raro, pesante, polivalente; chimicamente somiglia al manganese e viene usato in alcune leghe. Il renio è ottenuto come sottoprodotto della raffinazione del molibdeno e le leghe renio-molibdeno sono superconduttrici. Il renio è stato l'ultimo elemento naturale a venire scoperto.

## Caratteristiche
Il renio è un metallo bianco-argenteo e possiede un punto di fusione tra i più alti tra gli elementi, inferiore solo a quello del tungsteno e del carbonio. È anche uno dei più densi, superato solo dal platino, dall'iridio e dall'osmio. I suoi possibili stati di ossidazione variano da −1 a +7; i più frequenti sono −1, +2, +4, +6 e +7.
Viene generalmente commercializzato in forma di polvere che può essere compattata per pressione e sinterizzazione sotto vuoto o in atmosfera di idrogeno. Quando viene temprato questo metallo è molto duttile e può essere piegato, torto e rollato. Le leghe renio-molibdeno diventano superconduttrici a temperature inferiori a 10 K.

## Applicazioni
Questo elemento trova uso principalmente nella produzione di catalizzatori al platino-renio per la produzione di benzina e nella produzione di leghe metalliche resistenti alle alte temperature, usate per realizzare parti di motori jet.
Tra gli altri usi:
- produzione di filamenti e detector di ioni negli spettrometri di massa;
- additivo per leghe a base di tungsteno o molibdeno;
- catalizzatori per alcuni processi di idrogenazione, vista l'elevata resistenza dei catalizzatori a base di renio all'avvelenamento;
- realizzazione di contatti elettrici, data la buona resistenza all'usura e alla corrosione;
- produzione di termometri a termocoppia per la misura di temperature fino a 2200 °C;
- lampade flash in fotografia;
- leghe per la realizzazione di utensili per Friction Stir Welding.

## Storia
Il suo nome deriva dal nome latino del fiume Reno, Rhenus. È stato uno degli ultimi elementi naturali ad essere scoperti. La sua scoperta, avvenuta a Berlino in Germania, viene attribuita ai chimici Walter von Noddack, Ida Noddack ed allo spettroscopista Otto Carl von Berg. Nel 1925 dichiararono di aver scoperto l'elemento nei minerali del platino, nella gadolinite e nella molibdenite mediante spettrometria X su lastra fotografica nella columbite. Nel 1928 furono in grado di estrarre un grammo di renio da 660 kg di molibdenite.
Dati la difficoltà e i costi del processo di purificazione, il renio non venne più estratto fino all'inizio degli anni cinquanta, quando iniziò la produzione di leghe tungsteno-renio e molibdeno-renio che trovarono importanti applicazioni industriali.

## Disponibilità
Il renio non si trova in natura allo stato libero e nemmeno compare in minerali tipici. La sua abbondanza nella crosta terrestre è di circa 1 ppb, cioè circa un milligrammo per tonnellata.
Il renio è principalmente estratto dai fumi di arrostimento dei minerali a base di solfuro di rame e da alcuni minerali del molibdeno che arrivano a contenerne tra lo 0,002% e lo 0,2%.
Il renio metallico viene ottenuto per riduzione del perrenato d'ammonio con idrogeno ad alta temperatura.

## Isotopi
In natura il renio è una miscela di due isotopi; uno stabile e uno radioattivo con un'emivita molto lunga. Del renio sono noti altri 26 isotopi radioattivi. I radionuclidi 186Re e 188Re trovano avanzate applicazioni in radioterapia metabolica di patologie neoplastiche primarie e metastatiche.

## Precauzioni
Poco si sa della tossicità del renio e dei suoi composti, pertanto vanno maneggiati con cura.